# (23955) Nishikota
(23955) Nishikota est un astéroïde de la ceinture principale.

## Description
(23955) Nishikota est un astéroïde de la ceinture principale. Il fut découvert le 18 octobre 1998 à la station Anderson Mesa par le programme LONEOS. Il présente une orbite caractérisée par un demi-grand axe de 3,06 UA, une excentricité de 0,12 et une inclinaison de 8,4° par rapport à l'écliptique.

## Compléments